# South (cràter)

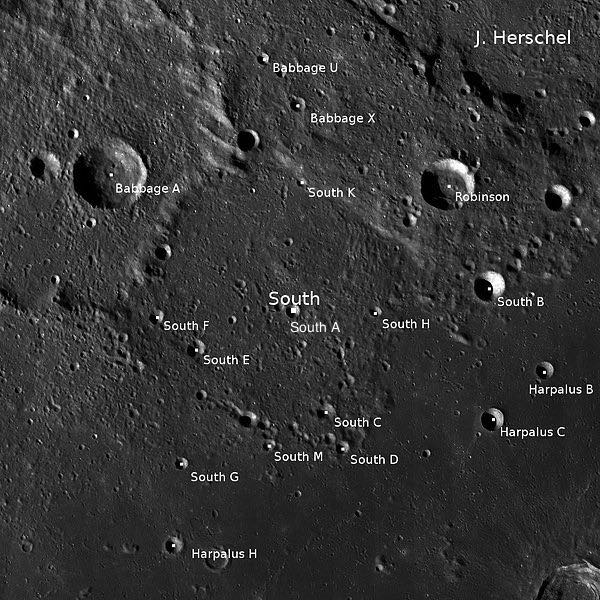
Fotografia de la missió Lunar Reconnaissance Orbiter

South és un gran cràter d'impacte que es troba en la part nord-oest de la Lluna. La major part de la paret sud d'aquest cràter s'uneix a la badia Sinus Roris de l'Oceanus Procellarum, amb el bord sud-est enfront de la Mare Frigoris. Lligada al nord-oest de la formació apareix la gran plana emmurallada del cràter Babbage. Just al nord-est es troba el cràter Robinson, i més al nord-est es localitza una altra plana emmurallada, la del cràter J. Herschel.

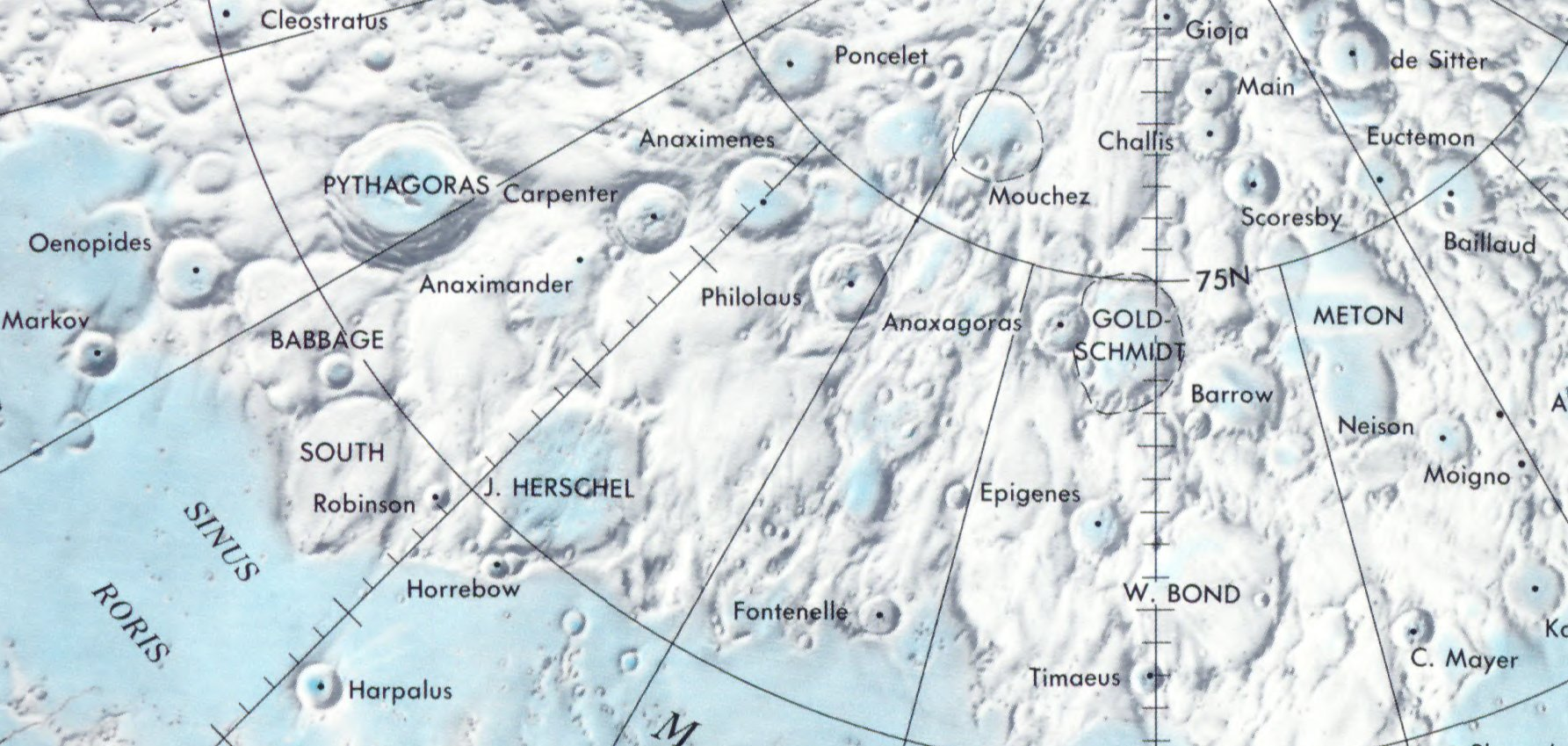
Localització de South (quadrant inferior esquerre de la imatge)

Queden poques restes de la vora original de South, que ara és amb prou feines un anell desintegrat de crestes baixes. La secció restant més prominent es localitza al nord-oest, mentre que la meitat sud del brocal amb prou feines és visible com una sèrie de lleus elevacions sobre la superfície.
El seu sòl interior ha estat reconstituït per fluxos de lava basàltica. És relativament anivellat, sense característiques destacables. La plataforma apareix marcada per molts petits cràters, especialment en la meitat sud. Una altra sèrie de petits cràters jeu sobre el romanent de la vora en els seus sectors sud i sud-oest.

## Cràters satèl·lit
Per convenció aquests elements són identificats en els mapes lunars posant la lletra en el costat del punt central del cràter que està més proper a South.
|       | \| South \| Coordenades \| Diàmetre \| \| ----- \| ------------------------------------ \| -------- \| \| A \| 57° 06′ N, 49° 54′ O / 57.1°N,49.9°O \| 6 km \| \| B \| 57° 30′ N, 44° 54′ O / 57.5°N,44.9°O \| 14 km \| \| C \| 55° 48′ N, 49° 24′ O / 55.8°N,49.4°O \| 7 km \| \| D \| 55° 12′ N, 48° 48′ O / 55.2°N,48.8°O \| 5 km \| \| E \| 56° 42′ N, 52° 48′ O / 56.7°N,52.8°O \| 8 km \| \| F \| 57° 12′ N, 53° 54′ O / 57.2°N,53.9°O \| 7 km \| \| G \| 55° 06′ N, 53° 18′ O / 55.1°N,53.3°O \| 6 km \| \| H \| 57° 12′ N, 47° 48′ O / 57.2°N,47.8°O \| 4 km \| \| K \| 59° 06′ N, 49° 54′ O / 59.1°N,49.9°O \| 3 km \| \| M \| 55° 24′ N, 51° 00′ O / 55.4°N,51.0°O \| 6 km \| |          |
| South | Coordenades | Diàmetre |
| A     | 57° 06′ N, 49° 54′ O / 57.1°N,49.9°O | 6 km     |
| B     | 57° 30′ N, 44° 54′ O / 57.5°N,44.9°O | 14 km    |
| C     | 55° 48′ N, 49° 24′ O / 55.8°N,49.4°O | 7 km     |
| D     | 55° 12′ N, 48° 48′ O / 55.2°N,48.8°O | 5 km     |
| E     | 56° 42′ N, 52° 48′ O / 56.7°N,52.8°O | 8 km     |
| F     | 57° 12′ N, 53° 54′ O / 57.2°N,53.9°O | 7 km     |
| G     | 55° 06′ N, 53° 18′ O / 55.1°N,53.3°O | 6 km     |
| H     | 57° 12′ N, 47° 48′ O / 57.2°N,47.8°O | 4 km     |
| K     | 59° 06′ N, 49° 54′ O / 59.1°N,49.9°O | 3 km     |
| M     | 55° 24′ N, 51° 00′ O / 55.4°N,51.0°O | 6 km     |